# Aizkraukle
Aizkraukle (alemany: Ascheraden) és un poble del municipi Aizkraukle a Letònia, de la regió històrica de Vidzeme, ubicada a la riba dreta del riu Dvinà Occidental.

## Història
L'antic castro dels Livonians va ser utilitzat pels cavallers Alemanys per a la construcció del Castell d'Aizkraukle durant l'edat mitjana, dels quals encara queden algunes restes. Abans de la Primera Guerra Mundial, l'assentament que es trobava en el lloc de l'actual Aizkraukle era conegut pel nom en alemany: Ascheraden.
La ciutat moderna es va establir el 1961 com un assentament per albergar als constructors de la planta d'energia hidroelèctrica als voltants de la Pļaviņas. Originalment es va anomenar Stučkas (o "Стучка", Stuchka i "имени Петра Стучки", imeni Petra Stuchki en rus), per part de Pēteris Stučka, un comunista letó. La localitat va obtenir els drets de ciutat l'any 1967, que també és el moment en què va esdevenir centre administratiu del municipi d'Aizkraukle. El 1990, es va rebatejar com a Aizkraukle, el seu nom històric. El nom significa literalment més enllà del riu Kraukle.

## Economia
Les indústries més importants de la zona inclouen la generació d'electricitat, fusteria, impremta, i l'agricultura.
El 2004 Aizkraukle va ser guardonada com "la ciutat més ordenada a Letònia del 2004", en el seu grup segons la mida.